# 瑪略·奧來留·波利
瑪略·奧來留·波利（西班牙語：Mario Aurelio Poli；1947年11月29日—）是阿根廷籍天主教司鐸級樞機，曾任布宜諾斯艾利斯總教區總主教及拜占庭禮天主教阿根廷教長區教長。

## 生平
波利於1947年在阿根廷布宜諾斯艾利斯出生。1969年入讀Inmaculada Concepción修院修讀神學和哲學。之後，他獲得了布宜諾斯艾利斯大學社會服務學士學位，並在阿根廷天主教大學獲得神學博士學位。1978年11月25日，00及於聖嘉耶當堂區服務二年。
2002年，教宗若望保祿二世將他任命為布宜諾斯艾利斯總教區輔理主教。2008年，再被時任教宗本篤十六世任為聖羅莎教區主教。
2013年3月28日，他接任布宜諾斯艾利斯總教區總主教。在2014年2月19日，他被教宗方濟各任命為司鐸級樞機，領聖羅伯·白敏堂區司鐸銜。他同時兼任拜占庭禮天主教阿根廷教長區教長。
2023年5月26日，教宗方濟各接受他請辭布宜諾斯艾利斯總教區總主教的職務；同年11月請辭拜占庭禮天主教阿根廷教長區教長。